# 雫石町立雫石中学校
雫石町立雫石中学校（しずくいしちょうりつ しずくいしちゅうがっこう）は、岩手県岩手郡雫石町柿木にある公立中学校。

## 沿革
- 1972年4月に町内全ての中学校（雫石、西山、御明神、御所、大村の5校）が名目上統合して誕生。
- 新校舎が完成するまでは、各5つの中学校は、名目統合上での雫石中学校の各校舎扱いとなった。（例として、雫石中学校御明神校舎など）新校舎が完成し、実質統合となったのは、1975年4月である。
- 築20年がたち、校舎の老朽化が目立ち始め、1994年より校舎の大規模改修工事に着手。2000年9月の第1体育館の改修工事完了で大規模改修工事は終了した。そのため、築30年を越えたものの、窓は2重窓、教室のみならず、廊下から体育館まで暖房が入っている。また、トイレも、小便器は自動水洗、大便器も洋式と、近年立てられた校舎にも見劣りしない設備である。
- 2016年度から2017年度にかけて、スーパーエコスクール事業 による校舎改修工事を行った。教室・廊下・トイレ・図書室の設備が整った上、屋上に太陽光パネルを設置した。

## 校風
- 毎年5月下旬、3年生が国道46号線沿いの国道清掃を行っている。

## 部活動
運動部は、県下で優秀な成績を収めている部が多い。
- 運動部
  - 陸上部　　
  - 柔道部
  - 野球部（男子）
  - ソフトボール部（女子）
  - バスケットボール部
  - バレーボール部
  - 卓球部
  - バドミントン部
  - ソフトテニス部
  - 水泳部
  - 剣道部
  - サッカー部
  - スキー部
- 文化部
  - 吹奏楽部
  - 美術部
  - 家庭部
- 過去あった部活動
  - 写真部
  - 科学部（平成15年度まで存続）

## 学校行事
- 4月　　入学式、新任式、オリエンテーション、3年生修学旅行
- 5月　　体育祭
- 6月　　期末テスト、岩手地区中総体、2年生宿泊学習
- 7月　　終業式、三者面談、1年生校外学習
- 8月　　始業式、実力テスト
- 9月　　中間テスト、岩手地区新人戦、吹奏楽部定期演奏会
- 10月　 雫中祭（文化祭）
- 11月 　期末テスト
- 12月　 終業式、三者面談
- 1月　　始業式、実力テスト
- 2月　　激励会、期末テスト
- 3月　　県立高校入試、実力テスト、修了式、卒業式、離任式